# Into You
„Into You” este un cântec interpretat de Fabulous, Tamia și Ashanti. Acesta face parte de pe cel de-al doilea album de studio al interpretului de muzică hip-hop, Street Dreams, fiind lansat ca cel de-al treilea single al materialului.
„Into You” s-a clasat în top 10 în Australia și Statele Unite ale Americii și în top 40 în Regatul Unit, Olanda, United World Chart și Irlanda.

## Clasamente
| Clasament                            | Poziția maximă | Referință |
| ------------------------------------ | -------------- | --------- |
| Australian Singles Chart             | 4              | [ 3 ]     |
| Dutch Singles Chart                  | 24             | [ 3 ]     |
| France Singles Chart                 | 44             | [ 3 ]     |
| Ireland Singles Chart                | 39             | [ 4 ]     |
| Swiss Singles Chart                  | 87             | [ 3 ]     |
| UK Singles Chart                     | 18             | [ 3 ]     |
| U.S. Billboard Hot 100               | 4              | [ 3 ]     |
| U.S. Billboard Hot R&B/Hip-Hop Songs | 6              | [ 5 ]     |
| United World Chart                   | 35             | [ 3 ]     |